# Австрия на летних Олимпийских играх 1896
Спортсмены из австрийской части Австро-Венгрии впервые участвовали на летних Олимпийских играх 1896: три спортсмена в трёх видах спорта. По итогам соревнований команда заняла седьмое место в общекомандном зачёте.

## Медалисты

### Золото
| Золото |               |                                      |
| №      | Спортсмены    | Вид спорта (дисциплина)              |
| 1      | Пауль Нойманн | Плавание (500 метров вольным стилем) |
| 2      | Адольф Шмаль  | Велоспорт (12-часовая гонка)         |

### Серебро
| Серебро |              |                                      |
| №       | Спортсмены   | Вид спорта (дисциплина)              |
| 1       | Отто Хершман | Плавание (100 метров вольным стилем) |

### Бронза
| Бронза |              |                            |
| №      | Спортсмены   | Вид спорта (дисциплина)    |
| 1      | Адольф Шмаль | Велоспорт (гит на 333,3 м) |
| 2      | Адольф Шмаль | Велоспорт (10 км)          |

## Результаты соревнований

### Велоспорт
| Соревнование     | Спортсмен    | Финал         | Финал                           |
| Соревнование     | Спортсмен    | Результат     | Место                           |
| ---------------- | ------------ | ------------- | ------------------------------- |
| Гит на 333,3 м   | Адольф Шмаль | 26,0 с 26,6 с | 2-3 3 после заезда за 2-е место |
| 10 километров    | Адольф Шмаль | неизвестен    | 3                               |
| 100 километров   | Адольф Шмаль | DNF           | —                               |
| 12-часовая гонка | Адольф Шмаль | 314,997 км    | 1                               |

### Плавание
| Соревнование               | Спортсмен     | Финал     | Финал |
| Соревнование               | Спортсмен     | Результат | Место |
| -------------------------- | ------------- | --------- | ----- |
| 100 метров вольным стилем  | Отто Хершман  | 1:22,8    | 2     |
| 500 метров вольным стилем  | Пауль Нойманн | 8:12,6    | 1     |
| 1200 метров вольным стилем | Пауль Нойманн | DNF       | —     |

### Фехтование
| Соревнование | Спортсмен    | У | ПУ | В | П | Место |
| ------------ | ------------ | - | -- | - | - | ----- |
| Сабля        | Адольф Шмаль | 7 | 11 | 1 | 3 | 4     |

| Поединок | Победитель                | Счёт | Проигравший            |
| -------- | ------------------------- | ---- | ---------------------- |
| 1        | Телемахос Каракалос (GRE) | 3-0  | Адольф Шмаль (AUT)     |
| 4        | Иоаннис Георгиадис (GRE)  | 3-2  | Адольф Шмаль (AUT)     |
| 7        | Адольф Шмаль (AUT)        | 3-2  | Георгиус Ятридис (GRE) |
| 10       | Хольгер Нильсен (DEN)     | 3-2  | Адольф Шмаль (AUT)     |